# Gustav Nipe
Gustav Nipe, född 13 juli 1988 i Malmö, var förbundsordförande för svenska Piratpartiets ungdomsförbund Ung Pirat mellan 2011 och 2015. Han är även styrelseordförande i kopimistsamfundet.
Nipe har tidigare läst nationalekonomi vid Lunds universitet, har byggt Sveriges första RepRap och har brunt bälte i karate.

## Källor

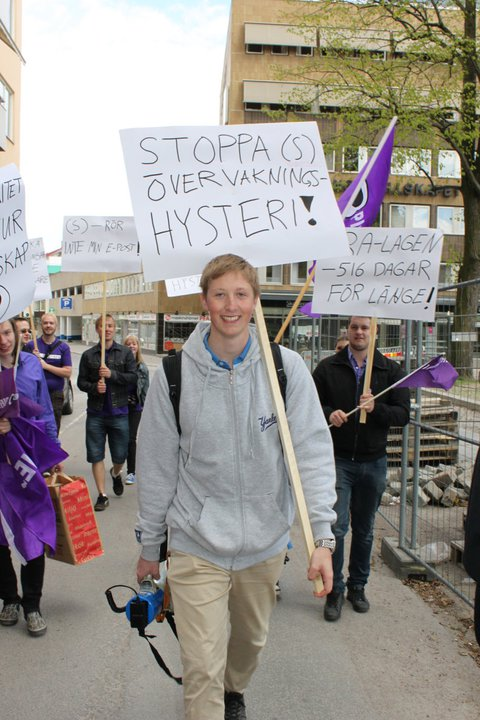
Nipe i ett demonstrationståg i Linköping, första maj 2011.